# Háčkozobec modrý
Háčkozobec modrý (Diglossa cyanea) je druh ptáka z rodu háčkozobců (Diglossa) čeledi tangarovití (Thraupidae). Žije ve vlhkých horských lesích a křovinách ve Venezuele, Kolumbii, Ekvádoru, Peru a Bolívii. Obývá oblasti od dvou tisíc do tří a půl tisíce metrů nad mořem. Háčkozobci své jméno dostali podle ostrých háčků, které mají na špičce horní čelisti. Ty používají k rozřezávání květin, aby se snáze dostali k nektaru. Háčkozobec modrý dorůstá do délky přibližně 15 centimetrů. Často je pozorován v malých skupinách nebo smíšených hejnech.